# Instituto Helena Antipoff
O Instituto Helena Antipoff é um estabelecimento público de ensino especializado em Educação Especial, pertencente à Secretaria Municipal de Educação da Prefeitura da Cidade do Rio de Janeiro, e é centro de referência em Educação Especial no Brasil.
Criado em 1977, ele produz conhecimentos em educação especial e confecciona recursos multissensoriais que contribuem para a atualização permanente dos professores e desenvolvimento e aprendizagem dos alunos.
Atualmente, O IHA conta com 67 profissionais e mantém nove oficinas para este fim: teatro, dança, música, informática, oficina vivencial de ajudas técnicas e pedagógicas, ginástica, artes plásticas e brinquedoteca.
Há também o Centro de Transcrição à Braille, serviço para atendimento de alunos cegos e com baixa visão. Durante as atividades nas oficinas, os professores atuam com os alunos e a intenção é pesquisar novos recursos e metodologias para o desenvolvimento deles.
Na oficina vivencial de ajudas técnicas e pedagógicas, são estudados os materiais que trazem benefícios ao aluno portador de necessidades educativas especiais, em relação ao seu conforto e autonomia. As pesquisadoras observam como as crianças se saem nas atividades e que dificuldades apresentam - sobretudo de locomoção - procurando desenvolver materiais sob medida, que melhorem o desenvolvimento, a autonomia e o conforto dos alunos.
As pesquisadoras do IHA criam peças com papelão, por considerarem o material bastante maleável e um bom exemplo é a "cadeirinha de chão", produzida com uma faixa para que as crianças dos pólos de bebês e das turmas de Educação Infantil sentem-se sozinhas no chão e se entrosem umas com as outras. Outro exemplo são os encaixes de mesa para as cadeiras de rodas de deficientes físicos ficarem bem posicionadas.